# Aleksandra Samojłowa
Aleksandra Samojłowa (ur. 14 maja 1987) – rosyjska siatkarka, występuje na pozycji przyjmującej.

## Kluby
| Klub                     | Kraj        | od        | do        |
| Awtodor-Metar Czelabińsk | Rosja       | 2008/2009 | 2009/2010 |
| Lokomotiv Baku           | Azerbejdżan | 2010/2011 |           |